# تیر ۱۳۸۹
تیرماه ۱۳۸۹ چهارمین ماه از این سال است.
آغاز آن سه‌شنبه: ‎۱ تیر ۱۳۸۹ (۲۲ ژوئن ۲۰۱۰) میلادی
مطابق با ۱۰ رجب ۱۴۳۱ قمری قراردادی می‌باشد.

## ۱ تیر ۱۳۸۹
- اسکناس ده و بیست هزار تومانی در ایران منتشر شد